# Joik
Le joik (prononciation : /joik/) est le chant traditionnel du peuple autochtone sami. Issu des traditions chamaniques, exécuté a cappella, parfois accompagné du tambour traditionnel, le joik est d’abord un chant à vocation spirituelle avant de devenir un mode d’expression du peuple sami à la fin du XXe siècle.

## Tradition
Le joik traditionnel se divise en trois grands styles de chant : le « luohti », le « vuolle » et le « leu’dd » selon l’origine géographique des tribus samies qui l’ont créé. Le chant, qui peut prendre des formes extrêmement variées, laisse une large place à l’improvisation du chanteur, appelé le joikeur.
Un joik a pour fonction de décrire l’essence d’une personne, d’un lieu ou d’un animal. Ainsi, chaque homme ou femme sami possède sa mélodie qui est en quelque sorte son « portrait musical ». La caractéristique principale des joiks est l’utilisation de syllabes répétées à plusieurs reprises. Si certains joiks sont constitués de véritables textes compréhensibles, il existe également des formes dans lesquelles aucun mot n’est distinct, mais qui sont composées de murmures, d’interjections et d’imitations de cris animaux scandés sur une pulsation. Construit sur une échelle pentatonique, le joik porte les caractéristiques des styles de chants gutturaux des peuples montagnards. Il présente des similitudes importantes avec les chants traditionnels amérindiens ou encore avec les chants de gorge des peuples inuits ou des peuples d’Asie centrale.  

## Colonisation et christianisation
La colonisation opérée par les missionnaires chrétiens au début du XIXe siècle (à commencer par celle de Lars Levi Laestadius, qui a donné naissance à une branche spécifique du christianisme nordique, la branche « laestadienne ») a placé les Samis devant la triste réalité du génocide culturel[réf. nécessaire]. En 1685, sous l’influence de l’Église de Norvège, la plupart des tambours chamaniques — unique instrument d’accompagnement du joik — sont brûlés[réf. nécessaire]. La prohibition, pendant près de 300 ans, du joik et du tambour chamanique aurait pu avoir définitivement raison de la tradition samie. Cependant, de nombreux chants sont parvenus jusqu’à nos jours grâce aux Samis qui ont continué à les chanter malgré l’interdiction.

## Renouveau
La production discographique sami connaît un développement important depuis la parution en 1968 du premier disque enregistré par un artiste saami : l’album Joijuka, de Nils-Aslak Valkeapää – appelé Áillohaš en same du Nord. Les travaux de Nils seront pour beaucoup dans la renaissance du joik. À la fin des années 1980, la reconnaissance internationale dont a bénéficié la chanteuse Mari Boine a permis à la cause saami de se faire entendre à travers ses textes engagés et militants et des mélodies électro-acoustiques. Ce nouveau style d’interprétation des chants traditionnels saami inspirera toute une génération de nouveaux artistes : Wimme, Transjoik, Ulla Pirttijärvi, Sofia Jannok ou Jon Henrik Fjällgren.
Le groupe de folk finlandais Shaman a une forte inspiration samie. Cependant, lors du renommage du groupe en Korpiklaani, l'influence samie s'atténue pour laisser place à une inspiration folk metal.